# خمیلک
خمیلک (به لهستانی:  Chmielek) یک منطقهٔ مسکونی در لهستان است که در گمینا ووکووا واقع شده‌است. خمیلک ۱٬۳۴۱ نفر جمعیت دارد.